# Robert E. Howard
Robert Ervin Howard (født 22. januar 1906, død 11. juni 1936) var en amerikansk forfatter. Hans mest berømte figur — skabt i magasinet Weird Tales under Depressionen — er barbaren Conan.
Med Conan og hans andre helte skabte Howard den genre, der i dag kaldes sword-and-sorcery i slutningen af 1920'erne og starten af 1930'erne. Hans værker inspirerede en enorm mængde imitatorer, hvilket gav ham en enorm indflydelse i fantasy-genren måske kun overgået af J.R.R. Tolkien.
Howard var igennem sit forfatterskab medlem af en løs forfatterkreds baseret i USA, der blandt andet også husede medlemmer som H.P. Lovecraft, Clark Ashton Smith og August Derleth. Gruppen mødtes kun sjældent ansigt til ansigt, men fortog en svært flittig brevveksling, hvorigennem de delte idéer og koncepter til deres historier med hinanden, hvilket endte med at få en stor indflydelse på blandt andet science fiction-, gyser- og fantasy-genrerne i det 20. århundrede.

## Død
Howard begik selvmord om morgenen d. 11. juni 1936. Kort forinden var han blevet informeret om at hans dødeligt syge mor, der lå i koma, sandsynligvis aldrig ville genvinde bevidstheden. Efter denne besked gik han ud af hospitalet, satte sig i sin bil, tog en pistol, som han havde lånt af en ven, ud af handskerummet og skød sig selv i hovedet. Han blev erklæret død omkring firetiden samme dag.
Den 14. juni 1936 blev Howard begravet sammen med sin mor, som var død dagen efter hans selvmord.